# Garcinia gummi-gutta
Garcinia gummi-gutta (syn. Garcinia cambogia), også kaldet malabar tamarindetræ, er en tropisk planteart i slægten Garcinia som er hjemmehørende i Indonesien. Det accepterede videnskabelige navn er Garcinia gummi-gutta, men den omtales og forhandles ofte under synonymet G. cambogia. Frugten ligner et lille græskar og er grøn og gullig i farven.
Planten er dels anvendt som krydderi, dels markedsført som slankemiddel, omend med mangelfuld og omdiskuteret dokumentation for virkningen.

## Anvendelse
G. gummi-gutta bliver brugt i madlavning, f.eks. som ingrediens i karry-blandinger. Skrællen og ekstrakt fra planten bliver brugt i mange traditionelle opskrifter. Den bliver hovedsageligt brugt i Assam (Indien), Thailand, Malaysia, Burma, og andre sydøstasiatiske lande. Ekstraktet er derudover markedsført som slankemiddel, men uden dokumenteret effekt, og med negative bivirkninger.

## References
1. ↑  Garcinia cambogia
2. ↑  "USDA GRIN Taxonomy". Arkiveret fra originalen 24. september 2015. Hentet 28. november 2015.
3. ↑  "The acid rinds of the ripe fruit are eaten, and in Ceylon are dried, and eaten as a condiment in curries."[kilde mangler]

| Portal | Portal:Botanik |